# Geoffroi du Loroux
Geoffroi du Loroux ou Geoffroi du Louroux, mort le 18 juillet 1158, est un homme d'Église français du XIIe siècle, archevêque de Bordeaux de 1136 à sa mort sous le nom de Geoffroi III.
En mars 1152, il préside le concile de Beaugency qui prononce l'annulation du mariage de Louis VII et d'Aliénor d'Aquitaine, qu'il avait mariés en 1137 à Bordeaux.

## Biographie

### Nom et lieu de naissance
Son nom n'est pas assuré. Dans les textes, il est appelé Gaudrifus de Loreolo ou de Lauriolo, Gaufridus de Loratorio, de Oratorio. Jean Mabillon a choisi de Loratorio, c'est-à-dire, Geoffroi du Loroux.[pas clair]
Il serait né soit au Loroux (Loratorium), dans le diocèse de Tours, près du diocèse de Poitiers, soit plutôt au Louroux, près de Ligueil.
Jean-Paul Bonnes a montré qu'il a d'abord été connu sous le nom de Geoffroi Babion.

### Carrière de professeur
Il est écolâtre à Angers en 1107.
Il semble qu'il ait enseigné la théologie quand il dirige l'école d'Angers de 1113 à 1116.

### Période de vie monastique (1130-1135)
En 1130, il choisit la vie monastique. Certains l'ont dit bénédictin[réf. nécessaire], mais il suivait plutôt la règle de saint Augustin. Il fonde avec d'autres frères l'abbaye Saint-Pierre de l'Isle à Ordonnac (près de l'actuelle Lesparre-Médoc, en Gironde) dans le diocèse de Bordeaux, qui abrite une communauté de chanoines réguliers vivant selon la règle de saint Augustin.
L'abbaye de Sablonceaux et la collégiale de Fontaine-le-Comte sont construites grâce à des dons de Guillaume X d'Aquitaine entre 1126 et 1136. L'étude architecturale montre que les deux églises présentent le même plan.

### La crise de l'archevêché de Bordeaux (1131-1135) et l'élection de Geoffroi
À la mort du pape Honorius II, en 1130, les cardinaux se scindent en deux factions. Un groupe d'origine française vote pour le cardinal Grégoire qui prend le nom d'Innocent II, un autre d'origine romaine choisit Pierre de Léon (Anaclet II). Devant cette division de l'Église, Louis VI et Suger réunissent à Étampes un concile d'évêques français qui se prononce en faveur d'Innocent II à la suite de l'intervention de Saint Bernard.
Mais certains évêques français prennent le parti d'Anaclet, notamment l'évêque d'Angoulême, Gérard de Blaye, dont le point de vue est repris par le duc d'Aquitaine, Guillaume X.
Lorsque l'archevêque de Bordeaux, Arnaud-Géraud de Cabanac, meurt le 29 avril 1131, Guillaume X fait élire Gérard de Blaye à sa place.
Saint Bernard écrit à Geoffroi du Loroux pour l'inciter à lutter contre Gérard. Geoffroi intervient auprès du duc et organise une rencontre à Parthenay vers le 1° janvier 1135. Bernard de Clairvaux réussit à faire changer l'opinion du duc. Gérard de Blaye se retire alors à Angoulême et meurt peu après.
Geoffroi du Loroux est élu archevêque de Bordeaux en 1135. Pierre le Vénérable, abbé de Cluny, lui écrit une lettre de félicitations[réf. nécessaire].

### Le mariage d'Aliénor avec Louis de France (25 juillet 1137)
En 1137, Guillaume X part en pèlerinage à Saint-Jacques-de-Compostelle, mais meurt sur le chemin, le 9 avril. Sa fille Aliénor devient alors duchesse d'Aquitaine et comtesse de Poitiers, mais étant donné son âge (13 ou 15 ans) est confiée à la garde du roi de France Louis VI (1081-1° août 1137).
Celui-ci, assisté par Suger, abbé de Saint-Denis, organise le mariage de son fils Louis (1120-1180) avec la duchesse Aliénor. Le mariage, célébré par Geoffroi a lieu à Bordeaux le 25 juillet 1137. Louis VI, qui n'est pas venu, meurt à Paris quelques jours après, alors que les époux sont en route vers Paris : Louis devient le roi Louis VII et Aliénor devient reine de France.
En août 1137, Louis VII donne à l'archevêque un diplôme[réf. nécessaire] garantissant aux églises épiscopales et abbatiales le droit d'élire canoniquement leurs chefs, dispensés de l'hommage et de la fidélité.

### Fondation de monastères sous son épiscopat
Geoffroi du Loroux a fondé plusieurs maisons qu'il a confié à des moines suivant la règle de saint Augustin ou des Prémontrés.
Après l'abbaye de Saint-Pierre-de-l'Isle, il fonde l'abbaye de Sablonceaux, la collégiale de Fontaine-le-Comte, probablement l'abbaye de Pleine-Selve vers 1140.
Deux monastères cisterciens sont fondés dans le diocèse pendant son épiscopat, l'abbaye Notre-Dame de la Faise, en 1137, l'abbaye de Bonlieu, en 1141.

### Le prédicateur
Geoffroi est un prédicateur important du XIIe siècle. Ses sermons sont fondés sur la critique d'un clergé menant une mauvaise vie et induisant dans la société des comportements hostiles à l'Église.
Presque tous ses sermons ont été édités en 1708 (sous le nom d'auteur « Hildebert de Lavardin ») par Antoine Beaugendre, moine de l'abbaye de Saint-Germain-des-Prés, avec ceux de Pierre Lombard, Pierre le Mangeur, Maurice de Sully.

### Conflit entre l'archevêque et les chanoines (1140-1145)
Il veut réformer le chapitre de la cathédrale et essayer de lui imposer la règle de saint Augustin, conformément à la volonté des papes Innocent II et Lucius II, ainsi que du roi de France Louis VII, aussi duc d'Aquitaine par son mariage. Mais les chanoines de la cathédrale Saint-André de Bordeaux s'opposent à l'introduction de la réforme grégorienne, obligeant l'archevêque à quitter Bordeaux entre 1140 et 1145.
Plusieurs chanoines sont excommuniés et privés de leurs bénéfices. En l'absence de l'archevêque, l'Église de Bordeaux est privée de service divin pendant cinq ans.
Pour mettre fin à la crise, l'archevêque et le chapitre choisissent des arbitres : Albéric, archevêque d'Ostie et Bernard de Clairvaux, qui se trouve à Bordeaux au cours de son voyage pour aller prêcher contre les Albigeois.
Les arbitres décident que les chanoines de la cathédrale seront des réguliers, que leur nombre sera réduit de 24 à 14, dont 5 réguliers et 9 séculiers jusqu'à la mort des séculiers, successivement remplacés par des réguliers, qu'ils devront vivre en communauté. Un accord avec le chapitre est conclu le 2 juillet 1145 dans le palais archiépiscopal en présence du légat du pape, de Bernard de Clairvaux, de Raymond-Bernard, évêque d'Agen, de Bernard Ier, évêque de Saintes, de Raimond, évêque de Bazas, de Beaudoin, abbé de Castillon, d'Aymond, abbé de Saint-Émilion.
Suger invite Geoffroi en 1144 à la consécration de l'abbatiale de Saint-Denis. Il a aussi de bonnes relations avec Grimoald, ami de Robert d'Arbrissel, et frère supposé de Géraud de Salles.

### Le concile de Beaugency (mars 1152)
- Annulation du mariage de Louis VII avec Aliénor

En 1153, le pape Anastase IV le nomme légat.

### Travaux à la cathédrale de Bordeaux
Il est probablement à l'origine de la reconstruction de la cathédrale de Bordeaux après son retour dans la ville. Des documents[réf. nécessaire] montrent en effet que la cathédrale était en construction pendant son épiscopat. La nef est établie avant 1170.
Jean-Auguste Brutails a fait l'étude de la structure initiale de la nef. Celle-ci était faite de trois travées carrées couvertes, non de coupoles, mais de voûtes gothiques de style Plantagenêt, fusion de l'architecture à coupoles et de l'architecture gothique que Geoffroi du Loroux avait pu admirer à Saint-Denis.
Les voûtes de la nef ont été transformées au début du XIIIe siècle en divisant les trois travées carrées en sept travées barlongues.

### Documents
- (la) Moines de la congrégation de Saint Maur, Gallia Christiana in provincias ecclesiasticas, tome 2 : Provinciae Burdigalensis, Bituricensis, 1720, col.|811-815 (lire en ligne)
- Honoré Fisquet, La France pontificale (Gallia christiana), histoire chronologique et biographique des archevêques et évêques de tous les diocèses de France depuis l'établissement du christianisme jusqu'à nos jours, divisée en 17 provinces ecclésiastique Métropole de Bordeaux, Paris, E. Repos, p. 118-128 (lire en ligne)
- Religieux bénédictins de la Congrégation de Saint-Maur, révisée par Paulin Paris, Histoire littéraire de la France, Paris, 1869, p. 470, 541-545 (lire en ligne)

### Livres et articles
- Jean-Auguste Brutails, « Geoffroi du Louroux, archevêque de Bordeaux de 1136 à 1158, et ses constructions », dans Bibliothèque de l'École des chartes, 1922, tome 83, p. 54-64 (lire en ligne)
- Jean-Paul Bonnes, « Un des grands prédicateurs du XIIe siècle : Geoffroy du Loroux dit Geoffroy Babion », dans Revue bénédictine, 1945-1946, p. 174-215
- D. Van Den Eynde, « Autour des « Enarrationes in Evangelium S. Matthaei » attribuées à Geoffroi Babion », dans Recherches de théologie ancienne et médiévale (RTAM), 1959, no 26, p. 50-84
- P. Capra et F. Giteau, « Les trois plus anciens documents de l'abbaye de l'Isle-en-Médoc (1130 et 1153) », dans Revue historique de Bordeaux et du département de la Gironde, avril-juin 1964, tome XIII, série 2, p. 115-122
- Bernard Guillemain (dir.), Le diocèse de Bordeaux, Paris, Beauchesne, 1974, p. 40-42, 47-48, 56, 272 (lire en ligne)
- Guy-Marie Oury, « La vie contemplative menée en communauté d'après Geoffroi Babion (†1158?) », dans R. Louis (dir.), Études ligériennes d'histoire et d'archéologie médiévales. Mémoires et exposés présentés à la Semaine d'études médiévales de Saint-Benoît-sur-Loire du 3 au 10 juillet 1969, Auxerre, 1975, p. 297-305
- Guy-Marie Oury, « Les sermons de Geoffroi Babion et la chrétienté bordelaise (1136-1158) », dans Cahiers de Civilisation Médiévale, 1979, année 22, no 87, p. 285-297 (lire en ligne)
- Jean-Hervé Foulon, « Le clerc et son image dans la prédication synodale de Geoffroy Babion, archevêque de Bordeaux (1136-1158) », dans Société des Historiens Médiévistes de l'Enseignement Supérieur Public, Le clerc séculier au Moyen Âge, Paris, Publications de la Sorbonne, 1993, p. 45-59,  (ISBN 2-85944-231-6) (aperçu)
- Jean-Hervé Foulon, « L'anticléricanisme dans la prédication de Geoffroy du Loroux dit Babion, archevêque de Bordeaux (1136-1158) », dans L'anticléricanisme en France méridionale (fin XIIe-début XIVe siècle), Cahiers de Fanjeaux, 2003, no 38, p. 41-75
- Jean-Hervé Foulon, « Geoffroy Babion, écolâtre d’Angers († 1158), l’exemple d’une collection de sermons », dans Claude Carozzi et Huguette Taviani-Carozzi (dir.), Le médiéviste devant ses sources. Questions et méthodes (coll. « Le temps de l'histoire »), Aix-en-Provence, Presses universitaires de Provence, 2004,  (ISBN 978-2-85399565-8) (lire en ligne)
- Frédéric Boutoulle, « L’archevêque et les communautés canoniales pendant la réforme grégorienne en Bordelais (1079-1145) », dans Cahiers de Fanjeaux, 2012, p. 394-419 (lire en ligne)
- Juliette Masson, « Geoffroi du Loroux et l’architecture religieuse en Aquitaine au XIIe siècle », dans Bulletin du Centre d'études médiévales, Auxerre, 2013, no 17-1 (lire en ligne)